# San Franciscos vulkanfält

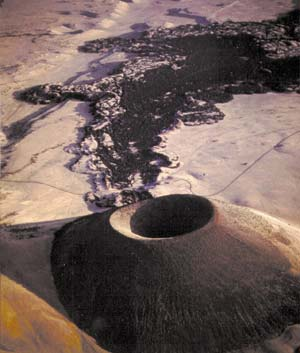
SP-kratern

San Franciscos vulkanfält är ett område med vulkaner i norra Arizona. Vulkanfältet täcker 4700 km² i den södra delen av Coloradoplatån. Området består av 600 vulkaner som är i åldrarna 1000 – 6 miljoner år. Av dessa är Sunsetkratern den yngsta. Den högsta toppen i området är Humphreys Peak, ca 3850 m, vilket är Arizonas högsta topp. Humphreys Peak är en del av San Francisco-topparna, ett komplex med stratovulkaner nära Flagstaff, Arizona.
Det vulkaniska fältet tros ha bildats av en så kallad hetfläck, en varm fläck i manteln. Eftersom den Nordamerikanska plattan flyttar sig över fläckarna bildas det nya vulkaner. Den senaste vulkanen är Thus, som ligger i fältets östra del.
Eftersom Sunsetkratern är en ung vulkan, och utbrott kommer med tusen års mellanrum, är det möjligt att det snart kan bli ett nytt utbrott, men det är omöjligt att förutspå framtida utbrott vid San Franciscos vulkanfält. USGS (United States Geological Survey) säger att nästa framtida utbrott kommer att ske i den östra delen av fältet, där det var utbrott senast.
Detta vulkaniska område bör man inte blanda ihop med staden San Francisco